# 梭穗姜
梭穗姜（学名：Zingiber laoticum）为姜科姜属下的一个种。

## 扩展阅读
- 維基物種上的相關：梭穗姜